# Велешани (село)
 Тази статия е за селото в България.  За жителите на град Велес вижте велешани.  
Велешани е село в Южна България. То се намира в община Кърджали, област Кърджали. До 1934 година името на селото е Тюрк Кабаач.

## География
Село Велешани се намира в планински район.

## История
Комисията, работила по преименуването на българските селища през 1931–1932 г. спазва правила при преименуването, сред които е приемане на имена на части от Македоно-одринското опълчение. Така селото е наименувано в прослава на 9-а Велешка дружина.

## Население
Численост и дял на етническите групи според преброяването на населението през 2011 г.:
|                     | Численост | Дял (в %) |
| Общо                | 130       | 100,00    |
| Българи             | 0         | 0,00      |
| Турци               | 127       | 97,69     |
| Цигани              | 0         | 0,00      |
| Други               | 0         | 0,00      |
| Не се самоопределят | 3         | 2,30      |
| Неотговорили        | 0         | 0,00      |